# Royal Alberta Museum
Das Royal Alberta Museum ist ein kanadisches Museum in Edmonton, der Hauptstadt der Provinz Alberta. Bis zum Besuch von Königin Elisabeth II. am 24. Mai 2005 hieß es Provincial Museum of Alberta und wurde am 6. Dezember 1967 eröffnet.
Bereits im ersten Jahr verzeichnete das Museum 314.000 Besucher. Es war anlässlich der 100-Jahr-Feier der Gründung Kanadas entstanden und wurde vom Confederation Memorial Centennial Program und der Regierung der Provinz ins Leben gerufen. Die ersten Pläne reichen bis in die 1950er Jahre zurück, doch erst 1962 erhielt das Projekt einen Leiter. Der Australier Raymond O. Harrison wurde 1964 mit dieser Aufgabe betraut und mit 5 Millionen Dollar ausgestattet. 1969 unterstützte das Museum das Museum Advisory Program aus dem später Museums Alberta hervorging, eine Institution, die die Entwicklung von Museen in Alberta fördert. Erst seit 1990 wird für das Museum Eintritt verlangt.
1989 bis 2001 wurde ein Programm von mehr als 175 ausgezeichneten Wanderausstellungen (featured exhibitions) durchgeführt. 1997 entstand die Syncrude Gallery of Aboriginal Culture, 2003 Wild Alberta. In dieser Zeit entstanden 13 verschiedene Programme: Botanik, Geologie, Ichthyologie, Zoologie der Invertebraten, Säugetiere, Ornithologie, Umwelt und Paläontologie des Quartärs, Archäologie, Ethnologie, Kulturwissenschaften, Geschichte des Militärs und der Politik und Geschichte Westkanadas. 60.000 Schüler nehmen jährlich an Programmen teil. Dazu wurde eine eigene Museum School (Museumsschule) gegründet.
Schwerpunkte des auf Geschichte ausgerichteten Museums sind Naturgeschichte, Geschichte der First Nations und Geschichte seit der Zuwanderung der Europäer. Die Etagen bieten neben der Syncrude Gallery of Aboriginal Culture, die die Geschichte der Indianer in der Provinz darbietet, Wild Alberta, eine Etage, die Dioramen der ehemaligen Habitat Gallery aufgenommen hat, sowie die Natural History Gallery, die sich mit der geologischen Geschichte auseinandersetzt. Sonderausstellungen, wie zu den Kolibris Amerikas, werden seit 1968 durchgeführt.
Die Syncrude Gallery bietet rund 3.000 Artefakte. In einem übergroßen Tipi werden Vorträge gehalten und Geschichtenerzähler treten auf. Eine Abteilung widmet sich dem Versuch der kanadischen Regierung, die Kulturen der Indianer auszulöschen, eine weitere den Heilungs- und Wiederherstellungsversuchen.
Wild Alberta hat sich zum Ziel gesetzt, ökologische Zusammenhänge und Wechselwirkungen zu verdeutlichen, und bildet auf diesem Sektor auch aus. Seit 2007 besteht eine Partnerschaft mit der Forest Resource Improvement Association of Alberta (FRIAA) und der Friends of Royal Alberta Museum Society.
Die Natural History Gallery befasst sich mit der geologischen, aber auch mit der biologischen Geschichte und Gegenwart Albertas.